# Góra Zyndrama
Góra Zyndrama (na mapie Geoportalu góra Grodzisko) – wzniesienie o wysokości bezwzględnej 410 m zlokalizowane w Maszkowicach, w województwie małopolskim.

## Archeologia
Prehistoryczne osiedle obronne zamieszkane we wczesnej epoce brązu (1750–1550 p.n.e.), na przełomie epoki brązu i wczesnej epoki żelaza (950–400 p.n.e.) oraz w okresie lateńskim (200–50 p.n.e.).
Pierwsze badania wykopaliskowe, przeprowadzone z ramienia Instytutu Archeologii Uniwersytetu Jagiellońskiego przez dr Marię Cabalską, odbyły się w latach 1959–1975. Od 2010 roku realizowane są nowe prace wykopaliskowe, kierowane przez dr. hab. Marcina S. Przybyłę z Instytutu Archeologii UJ.
Najbardziej spektakularnym wynikiem nowych badań jest odkrycie kamiennych fortyfikacji z najstarszej fazy istnienia osady (ok. 1750 p.n.e.). Jest to jeden z najstarszych w Europie, poza basenem Morza Śródziemnego, i najstarszy w Polsce przykład kamiennej architektury obronnej. Mur na Górze Zyndrama pod względem niektórych rozwiązań konstrukcyjnych wykazuje związki z budowlami z obszarów alpejskich i śródziemnomorskich, co może sugerować, że niektórzy z założycieli osady pochodzili z południa Europy. Badania geofizyczne dowodzą, że posiadał on do ok. 200 m długości i otaczał osadę od wschodu i północy. Konstrukcja składa się z wewnętrznej partii i fasady zbudowanej z bardzo dużych, regularnych bloków kamiennych. Całkowita szerokość muru wynosi ok. 2 m, a wysokość mogła sięgać ok. 3 m. W 2015 roku stwierdzono, że do wnętrza osady od strony wschodniej prowadziła brama, której przejście dekorowane było sześcioma kamiennymi stelami. Jej częściowa rekonstrukcja została przeprowadzona w 2018 roku. W trakcie badań w 2017 zostały natomiast odsłonięte relikty głównej bramy prowadzącej do wnętrza warowni.
W czasie badań wykopaliskowych w latach 2010–2018 odkryto również pozostałości domostw z czasów istnienia muru kamiennego. Domy te zbudowane były z drewna i gliny oraz posiadały powierzchnię od 30 do 50 m². W ich pozostałościach odkryto tysiące ułamków naczyń glinianych, narzędzia kamienne i kościane, a także pojedyncze przedmioty wykonane z brązu i bursztynowy paciorek. Odkryta na stanowisku ceramika należy do tzw. kultury Otomani-Füzesabony.
Po trwającej około 500 lat przerwie, Góra Zyndrama została zasiedlona na nowo, przy wtórnym wykorzystaniu reliktów wcześniejszych fortyfikacji. Prawdopodobnie w tym okresie istniały również sztuczne umocnienia osady, jakkolwiek wykonane z drewna lub ziemi. Rozmiary młodszego osiedla były znacznie większe niż osady z wczesnej epoki brązu. Ceramika znajdowana w nawarstwieniach młodszej osady, to zarówno naczynia kultury łużyckiej, jak i typowe dla strefy karpackiej (np. kultura Gáva). Z kolejnym okresem zasiedlenia stanowiska związany jest pokaźny zbiór ozdób i narzędzi żelaznych, który pochodzi z dawnych badań. W najmłodszej fazie istnienia osada zasiedlona była przez społeczność związaną z tzw. kulturą puchowską.
Badania archeologiczne nie potwierdziły obecności na grodzisku w Maszkowicach średniowiecznej rezydencji lub zamku, które można by wiązać z osobą Zyndrama z Maszkowic. Takie utożsamienie przyjmowała lokalna legenda powstała na przełomie XIX i XX wieku. W 1910 roku, w pobliżu grodziska, umieszczono kamień upamiętniający 500-lecie bitwy pod Grunwaldem, które obchodzono właśnie na szczycie góry. W okresie obchodów milenijnych w miejscu kamienia pamiątkowego powstał pomnik, który uzupełniany był o dalsze tablice w następnych dekadach.

## Galeria

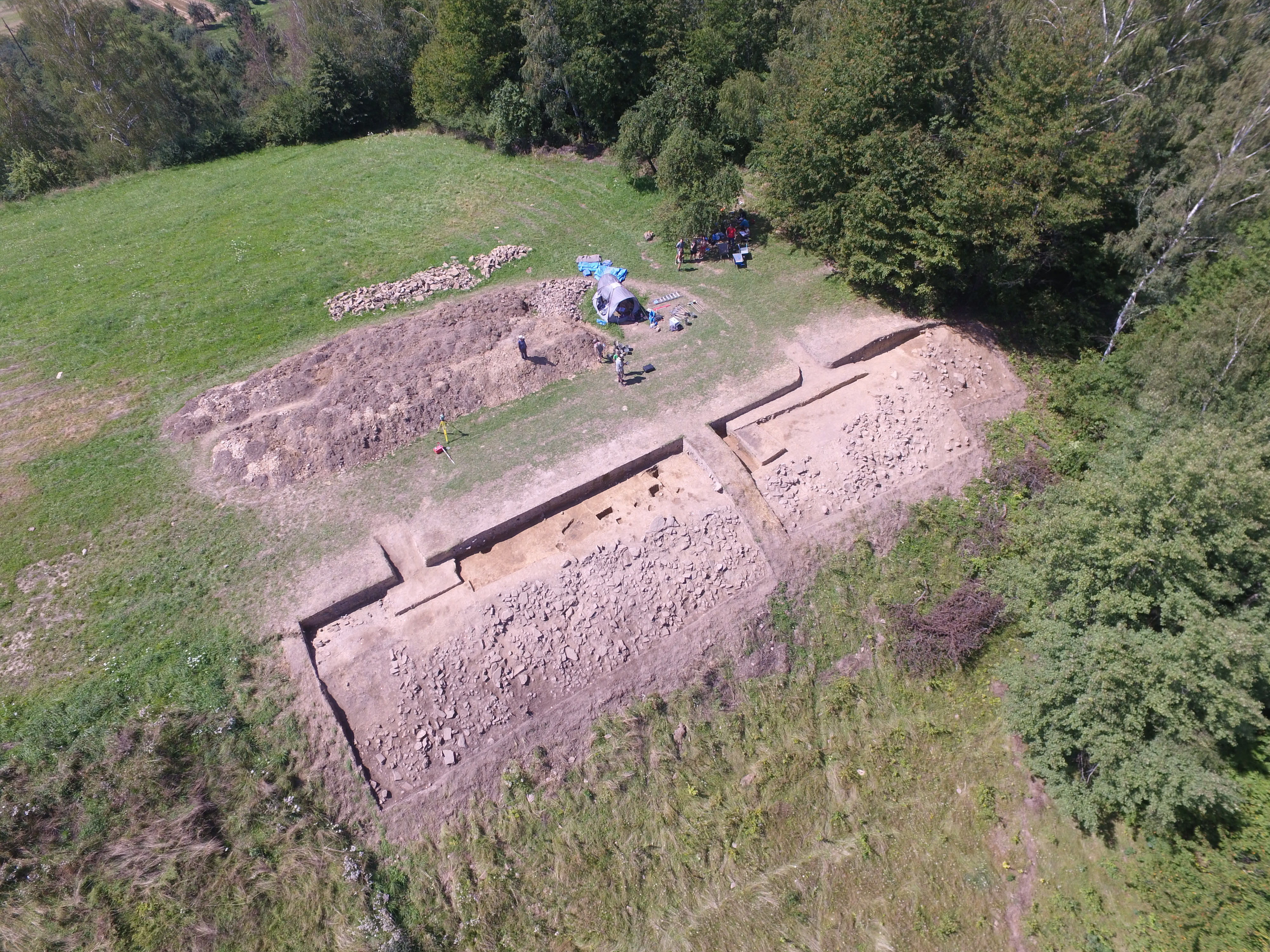
Góra Zyndrama w Maszkowicach – strefa badań wykopaliskowych w 2016 roku
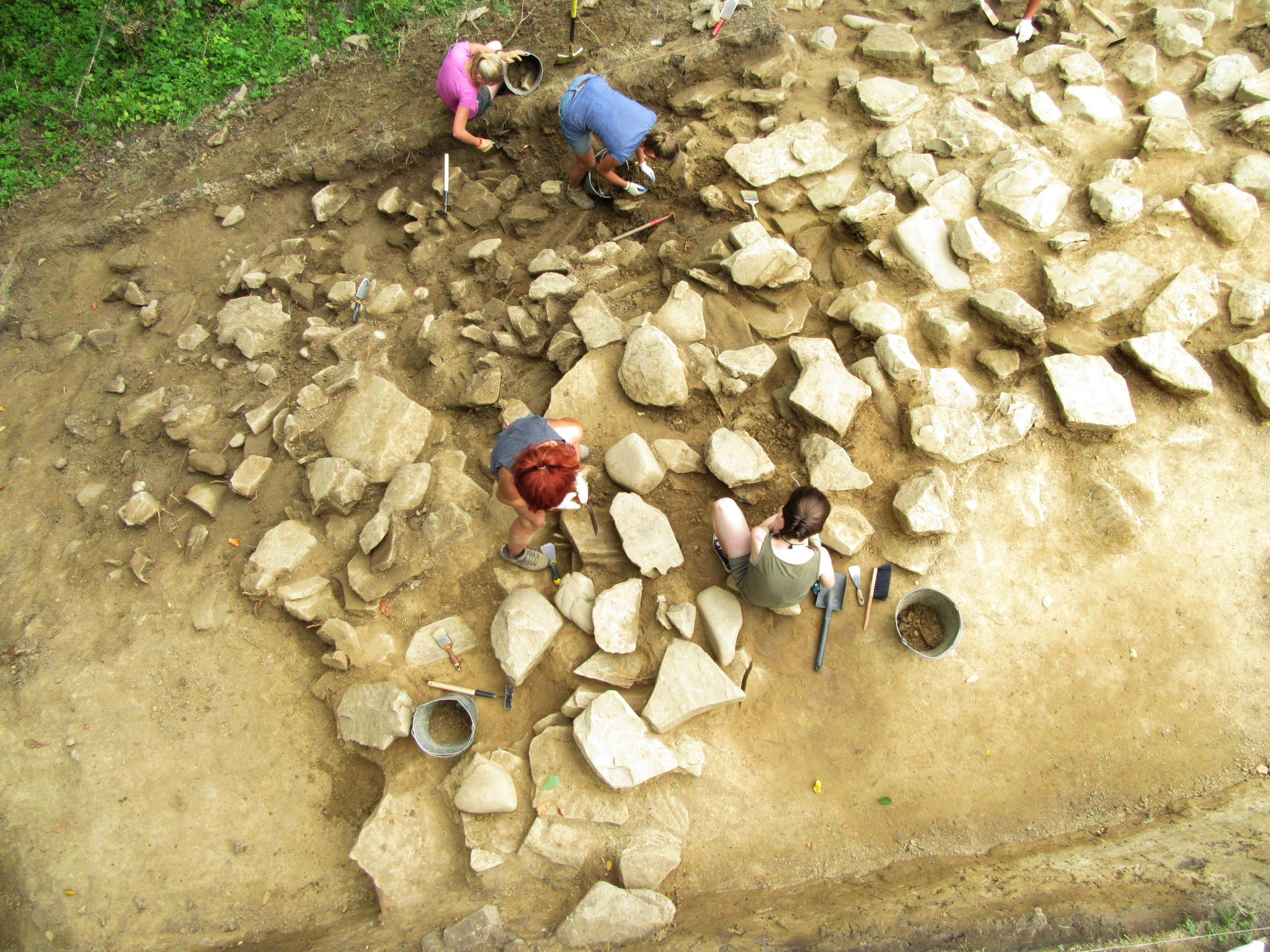
Góra Zyndrama. Badania północnego narożnika muru kamiennego z wczesnej epoki brązu
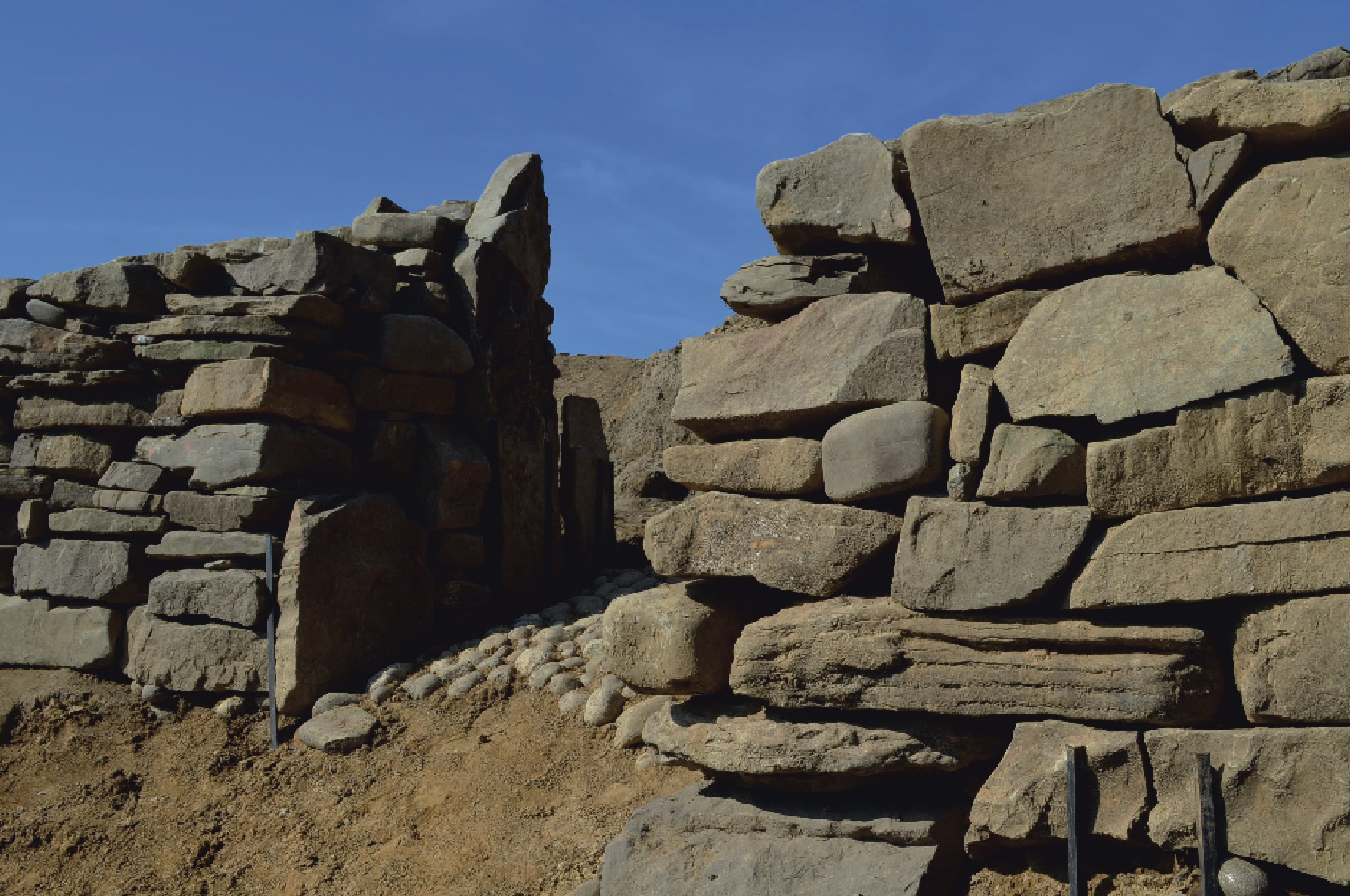
Wschodnia brama warowni z epoki brązu – stan po częściowej odbudowie w 2018 roku
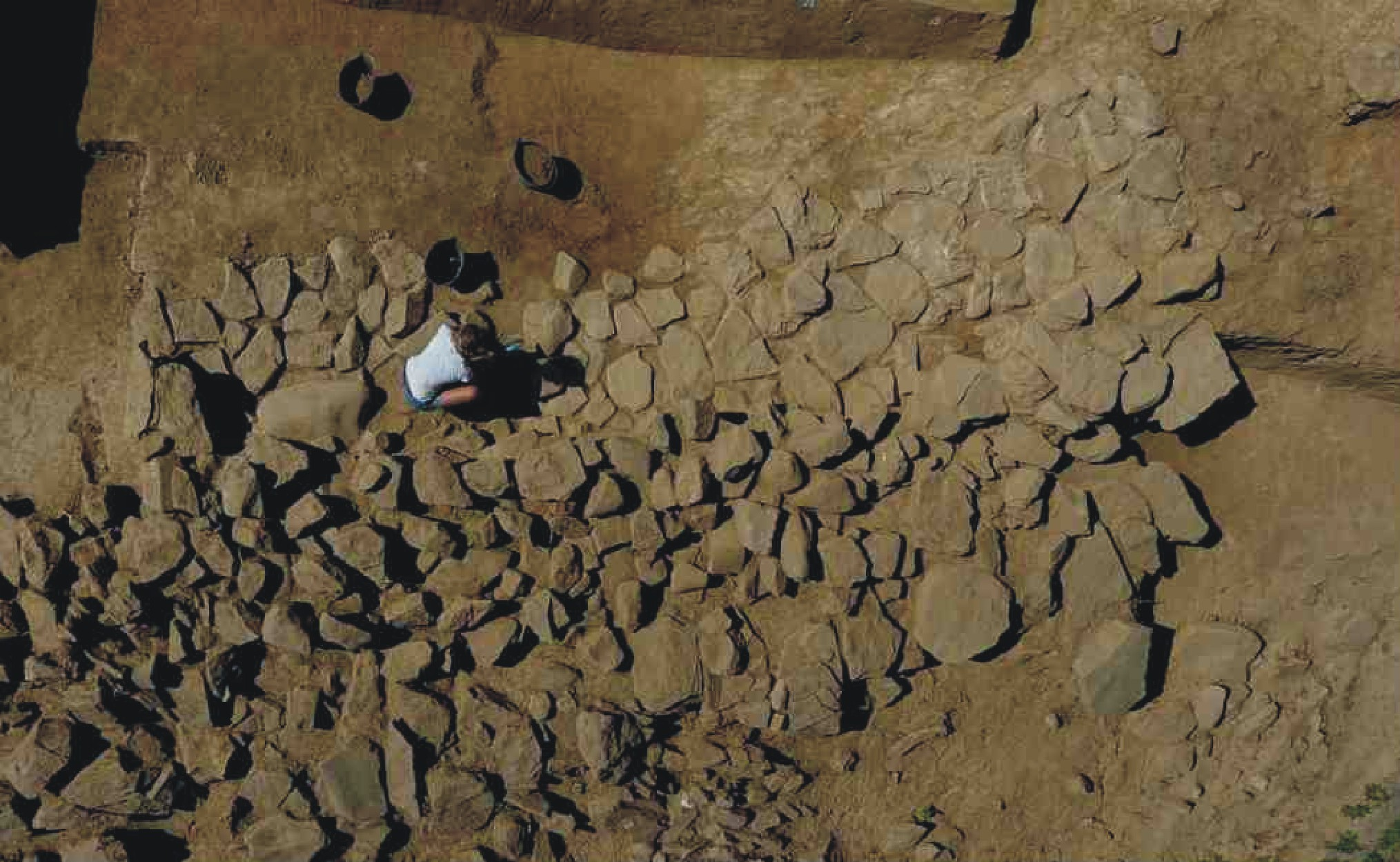
Chodnik z kamiennych płyt biegnący wzdłuż wewnętrznego lica muru i prowadzący w kierunku głównej bramy w trakcie badań wykopaliskowych w 2017 roku
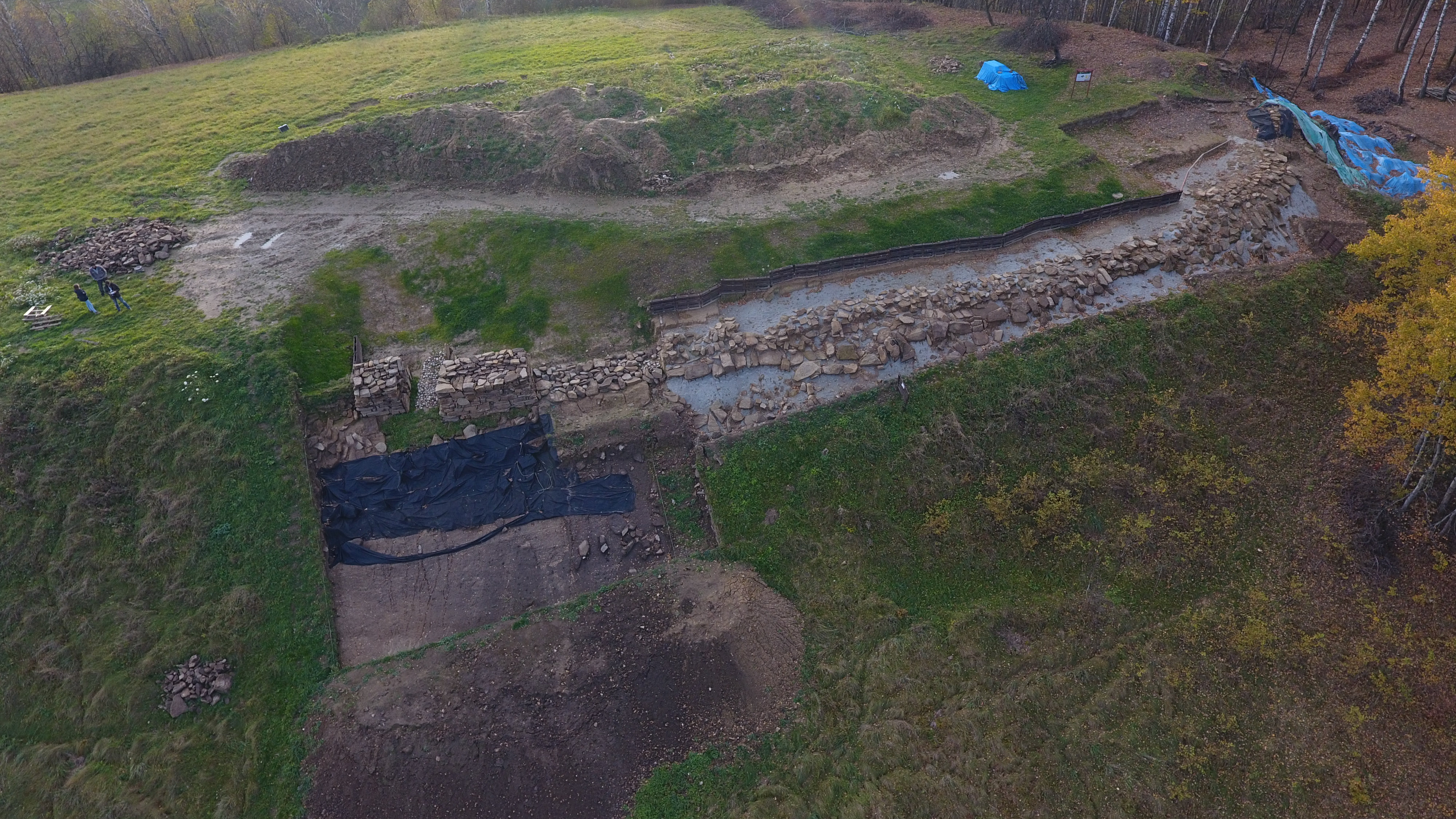
Stanowisko archeologiczne w Maszkowicach (Karpaty Zachodnie) – strefa badań z zachowanymi reliktami muru z wczesnej epoki brązu i odbudowaną bramą wschodnią. Stan w październiku 2018